# Ледопад

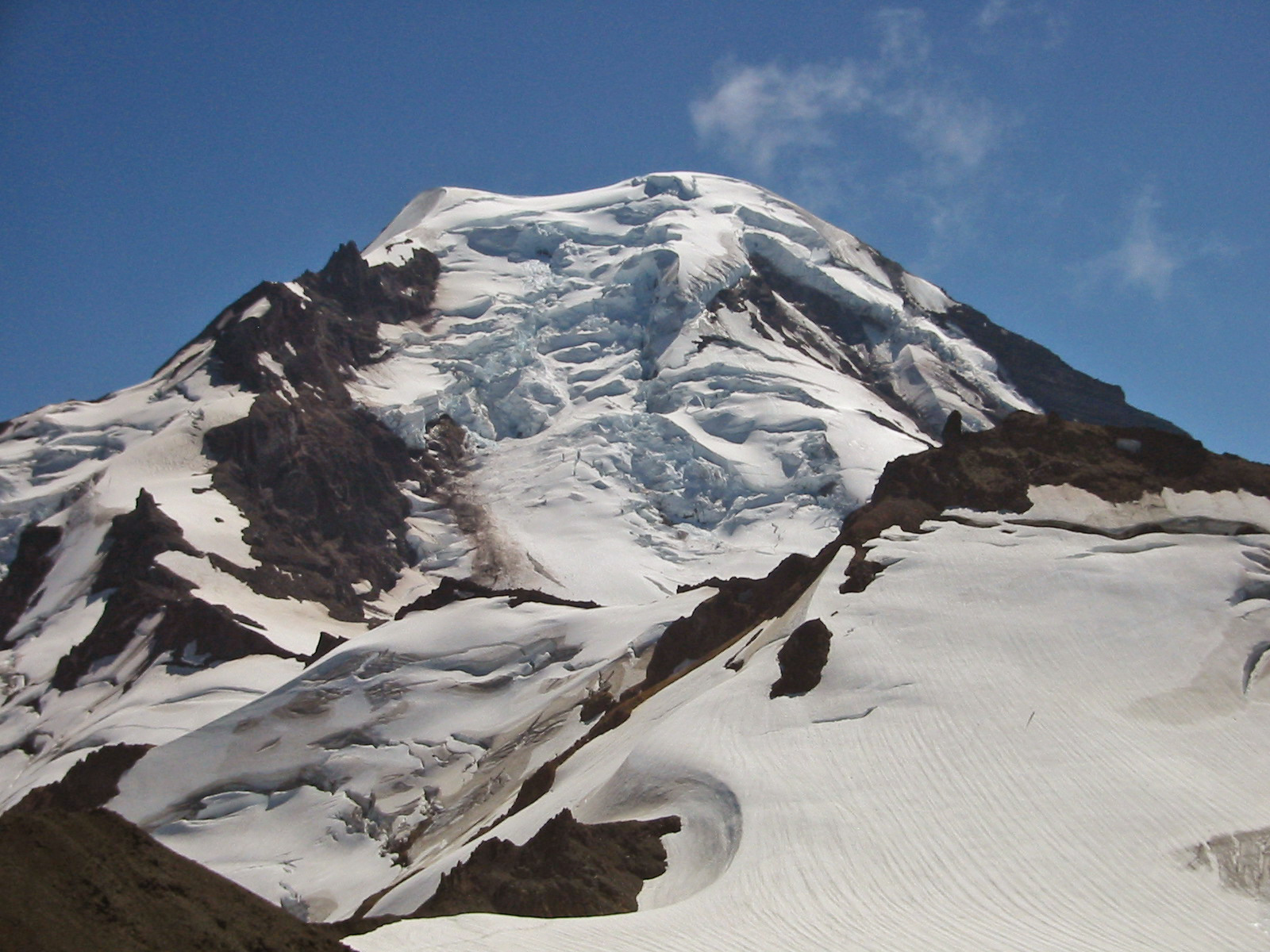
720 м ледопад на леднике Рузвельта, гора Baker, штат Вашингтон, США

Ледопад — часть ледника, которая вследствие более быстрого течения льда отличается хаотическими разрывами поверхности, наличием большого количества трещин, ледовых стен.
Термин ледопад возник по аналогии с термином водопад. Разница между ними состоит в скорости течения соответственно льда и воды.
Скорость течения льда большинства ледников измеряется несколькими сотнями метров в год и менее. Скорость течения льда в ледопаде измеряется километрами в год, то есть, в десятки раз выше, чем обычное течение ледника.
Прохождение ледопадов всегда связано с дополнительными трудностями и риском, так как приходится его преодолевать ледолазанием.

## Галерея

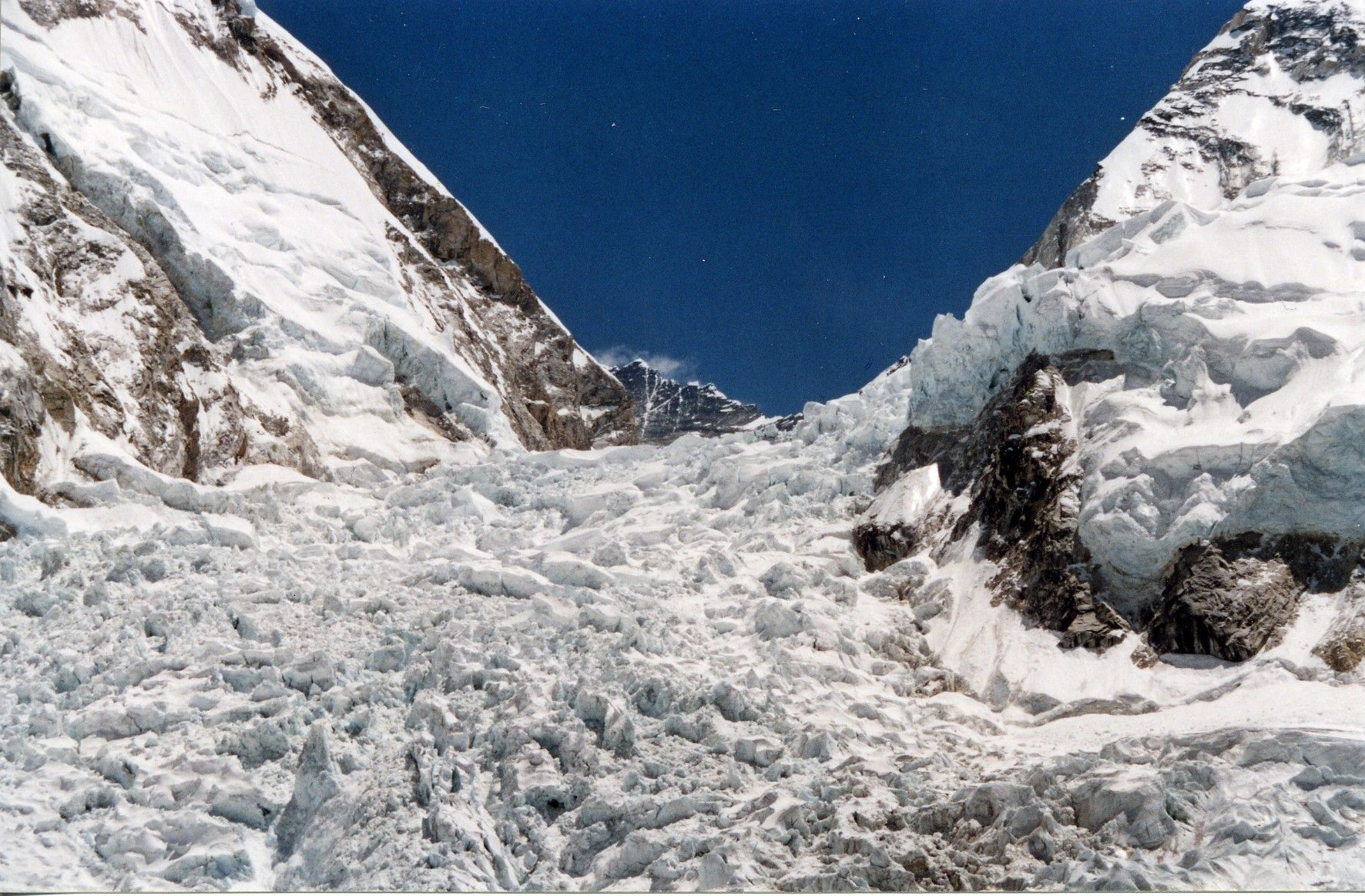
Ледопад Кхумбу на горе Эверест, Непал
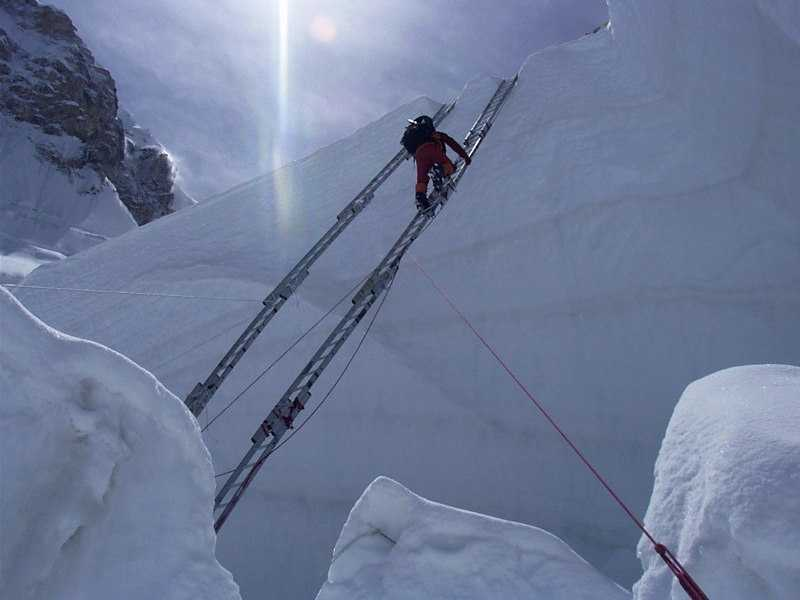
Преодоление ледопада Кхумбу, Эверест, Непал
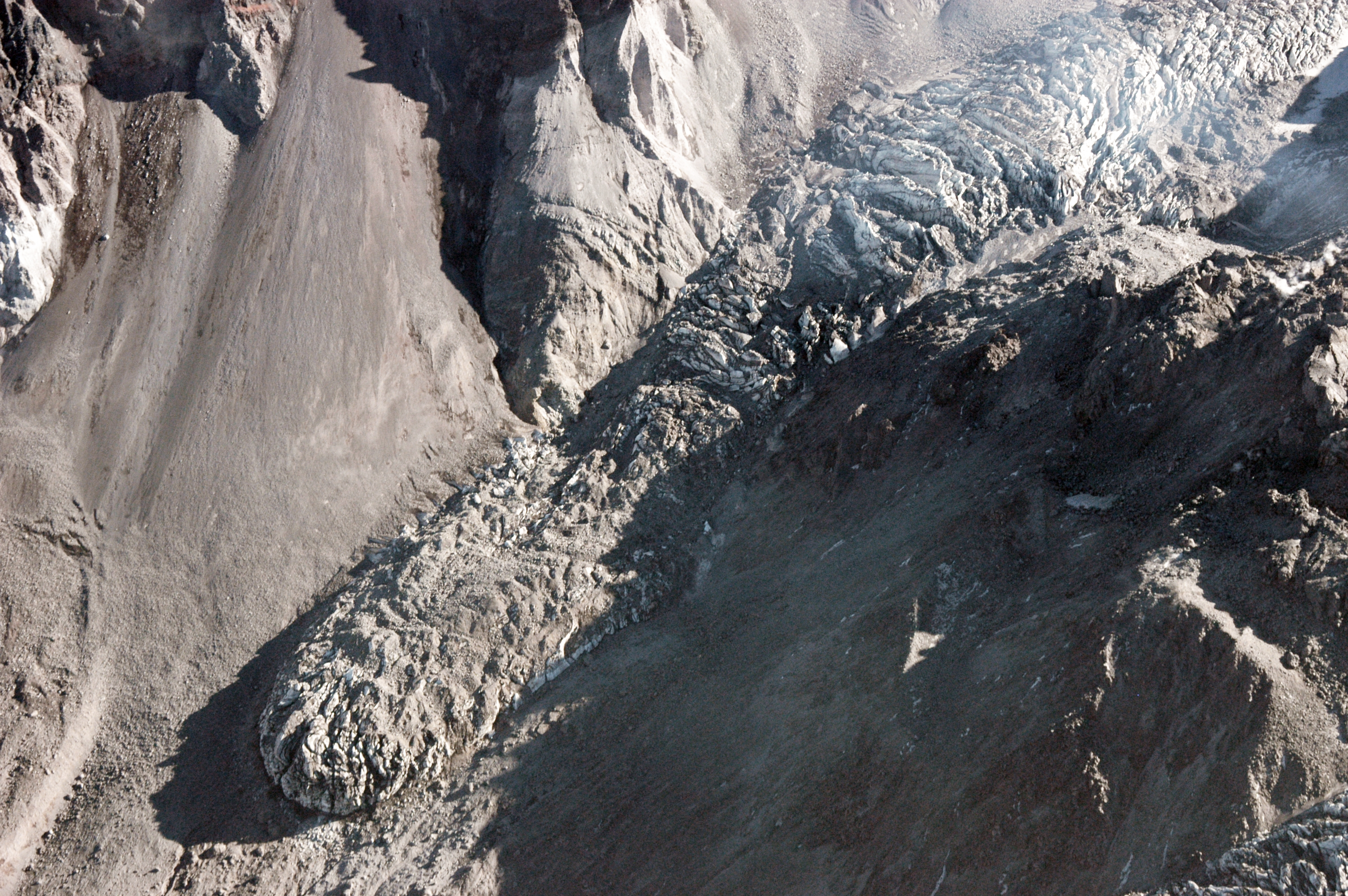
Небольшой ледопад